# Gewebespezifischer Plasminogenaktivator
Der gewebespezifische Plasminogenaktivator (englisch: tissue-type plasminogen activator, t-PA) ist ein Enzym, das aus den Endothelzellen der Gefäßwand freigesetzt wird und als körpereigener Aktivator der Fibrinolyse wirkt. Es ist eine Serinprotease, die Plasminogen direkt in Plasmin umwandelt und so die Blutgerinnung hemmt. Im Blut gebildete Hemmstoffe des t-PA werden als Plasminogen-Aktivator-Inhibitor bezeichnet.
Eine gentechnologisch hergestellte Variante, Alteplase oder rekombinanter (Tissue-type) Plasminogenaktivator (englisch: recombinant tissue-type plasminogen activator, rt-PA) wird therapeutisch zur Auflösung von Thromben (Thrombolyse) genutzt. Alteplase steht auf der Liste der unentbehrlichen Arzneimittel der Weltgesundheitsorganisation.

## Alteplase
Alteplase ist der Freiname des rekombinanten gewebespezifischen Plasminogenaktivators (rt-PA). Der Arzneistoff wird parenteral als Fibrinolytikum zur Auflösung von Blutgerinnseln (Thromben) bei verschiedenen Gefäßerkrankungen eingesetzt (Thrombolyse).
Der biotechnisch hergestellte Wirkstoff Alteplase entspricht einem körpereigenen Glykoprotein, hat ein Molekulargewicht von 131.000, eine Halbwertszeit von sechs Minuten (terminale Halbwertszeit: etwa 30 Minuten), wird nach Metabolisierung in der Leber eliminiert und imitiert die Wirkung des natürlichen gewebespezifischen Plasminogenaktivators. Es wirkt vor allem durch die Umwandlung von an Fibrin gebundenem Plasminogen zu Plasmin, wobei es auf der Fibrinoberfläche einen Komplex bildet. Verwandte, direkt fibrinolytisch wirkende Substanzen sind Tenecteplase und Reteplase. Ähnlich, aber indirekt fibrinolytisch wirken außerdem Streptokinase und Urokinase.

## Indikationen von Alteplase
Zugelassen ist Alteplase in Deutschland bei folgenden Krankheitsbildern:
- Herzinfarkt (falls eine Koronarintervention mit entsprechender Rekanalisation innerhalb akzeptabler Zeiträume nicht verfügbar ist)
- akuter ischämischer Schlaganfall
- akute massive Lungenarterienembolie[2]

Die Dosierung ist unter anderem abhängig davon, ob eine tiefe Venenthrombose, ein Herzinfarkt, ein arterieller Verschluss, eine Lungenembolie oder ein akuter ischämischer Schlaganfall behandelt werden soll.
Grundsätzlich muss zwischen lokaler und systemischer Lysetherapie unterschieden werden. Bei der lokalen Lysetherapie wird das Fibrinolytikum mittels Katheterintervention nahe an den Wirkort, z. B. eine akut durch ein Blutgerinnsel verschlossene Beinarterie injiziert. Bei der systemischen Lysetherapie wird das Fibrinolytikum über eine periphere Vene in den Körperkreislauf gespritzt.
Beim Einsatz aller fibrinolytischen Substanzen muss eine strenge Risiko-Nutzen-Abwägung erfolgen, da gravierende Nebenwirkungen in Form von unstillbaren und potentiell tödlichen Blutungen auftreten können.

## Handelsnamen
Das Enzym rt-PA (Alteplase) ist in Deutschland, Österreich und der Schweiz unter dem Namen Actilyse in Durchstech-Flaschen zu 10 bis 100 mg im Handel erhältlich und speziell zum Spülen von Kathetern in 2-mg-Ampullen. Wegen Umstellungen des alleinigen Herstellers Boehringer Ingelheim ist noch bis Ende 2024 mit Lieferengpässen zu rechnen.